# Kúhisztán
Kúhisztán, modern ejtéssel Kuhesztán (arab és perzsa írással كوهستان) történeti földrajzi régió a mai Kelet-Iránban, a mai Razavi Horászán és Dél-Horászán tartomány területén, az afganisztáni határvidéken. Nevének jelentése „hegyvidék”, „hegyes terület”.

## Jellemzői
Kúhisztán nyugati és délnyugati határa a Dast-e Kavir nehezen járható sivataga volt, észak és kelet felől a hatalmas Horászán tartomány határolta, míg délkeleti részén Szidzsisztánnal volt határos. A viszonylag hideg, hegyvidéki éghajlat miatt a térség növénytermesztése nem lehetett túl jelentős, helyette a nomád kurdok művelte juh- és tevetenyésztés dominált. Sokszor a tágan értelmezett Horászán részének tekintették.
Kúhisztán központja Gájen (régi ejtéssel: Kájin) városa volt, amely jelentős erődítményéről volt ismert, de nem számított nagy városnak. A másik jelentős település ettől nyugatra Tún volt, amely még Gájennél is kisebb volt, de kedvezőbb éghajlata miatt jelentősebb mezőgazdasági tevékenység összpontosult körülötte. Gájen szerepét a késő középkorban a tőle délre fekvő Birdzsand vette át, amely a 13. században még csak egyszerű falu volt.

### Az északi területek
Kúhisztán északnyugati régióját Bust al-Arab vagy Púst néven ismerték a középkorban, ennek legfontosabb települése, Torsiz (a mai Kásmar) és a közeli Kundur egyaránt népes és gazdag városnak számított, térségükben virágzó mezőgazdaság folyt. A 12. század elején az aszaszinok települtek meg Torsizban és Kúhisztán több területén, ahonnan a Szandzsar szeldzsuk szultán hiába próbálta meg kiűzni őket, de feldúlta a vidéket; csak a Hülegü vezette mongolok törték meg az ellenállást. Ezután részlegesen újjáépült és visszanyerte korábbi fényét, de bevehetetlennek hitt falait 1381-ben Timur Lenk csapatai aláaknázták és elpusztították a várost, ami a 20. század elejéig nem is épült újjá. Púst vidékét kelet felől a Záva (modern ejtéssel Záve) néven ismert térség határolta; ennek székvárosa ugyanezt a nevet viselte. Itt a 12-13. század folyamán élt egy Hajdar nevű szent ember, akinek síremlékét azóta felkeresik, és a városkát is Torbat-i Hejdarije („Hajdar sírja”) néven ismerik. Kúhisztán északkeleti részét Zám, illetve Dzsám néven tartották számon, székvárosát pedig Búzdzsánnak hívták. Ez egy helyi szent ember sírja után később Torbat Dzsámként vált ismertté.
Dzsámtól délre, a Hari folyótól nyugatra terült el Báharz vidéke, amelynek központja, Málin vagy Málán a mai Sahr-e Nou („újváros”) településsel azonosítható. Ezen túl, délnyugat felé terült el Hváb, később Hváf (mai ejtés alapján Háf) vidéke, ameynek több jelentős települése volt: a mai Szalámi (régen Szalúmak), Szangán (régen Szandzsán vagy Szankan) és Hargerd (régen Farkird, Fardzsird). Később az ezektől egy hegyvonulattal elválasztott Zúzan (a mai Gászemábád) tett szert nagy jelentőségre. Báharz és Hváf egyaránt gyümölcstermeléséről volt híres.

### A déli területek
A tartomány központi részén, Háftól délre és Gájentől keletre a Zírkúh („hegyláb”) néven ismert térség foglalta el, amelynek nyugati szomszédja a Gájentől északnyugatra eső ún. Fehér-sivatag (Dast Bijád), amelynek Gonábád (régi változatai: Junábidz, Gunábidz, Dzsunábidz, Dzsunávad) volt a központja. Ezt a települést föld alatti öntözőcsatornákon látták el vízzel, és két vár is védte a nomád betörésektől. Kúhisztán nyugati és déli része jóval gyérebben lakott volt a domborzati és éghajlati viszonyoknak köszönhetően. A Dast-e Kavír sivatagán áthaladó karavánutak állomásaként Tabasz tett nagyobb jelentőségre (Horászán kapujaként is emlegették). Hogy megkülönböztessék a tartomány délkeleti részén lévő, szintén Tabasz nevű várostól, a térségben egyedül itt termő datolyáról „Datolyás Tabasznak” (Tabasz at-Tamr) is nevezték. Egy 11. századi kormányzója után később a Tabasz Gílaki megnevezés vált dominánssá. A század végén az aszaszinok Tabasz erődjét is megszerezték, ezért Szandzsar szultán 1102-ben megostromolta a várat és lerombolta a települést. A sivatag peremén ezen kívül néhány kisebb falu és városka fogadta az átkelő karavánokat (pl. Bann Tabasztól északra, illetve Kuri, Húr és Hauszt, a mai Huszf). A délkeleti térség legnagyobb városa a „Jujubás Tabasz” (arabul Tabasz al-Unnáb, perzsául Tabasz Maszinán), ami a térségben bőven termő jujubáról kapta a nevét. Itt a modern korban jórészt szunnita afgánok laktak.